# Paul Foot
Pour les articles homonymes, voir Foot.
Paul Foot, né le 8 novembre 1937 à Haïfa en Palestine et mort le 18 juillet 2004 à Stansted en Grande-Bretagne, est un militant trotskiste anglais, membre du Parti socialiste des travailleurs, connu du grand public pour ses chroniques régulières dans la presse nationale (The Daily Mirror, The Guardian, Private Eye), ses biographies politiques (le Premier ministre travailliste Harold Wilson, le député conservateur anti-immigration Enoch Powell…) et ses enquêtes judiciaires (dont plusieurs ont révélé des erreurs judiciaires importantes).

## Biographie
Foot a souvent été invité d'une émission de radio de la BBC où il commentait l'actualité (« Any Questions ») et l'animateur régulier d'une émission de la télévision commerciale où il faisait une revue de la presse (« What the Papers Say »). Il a été brièvement rédacteur en chef de l'hebdomadaire Socialist Worker et ses écrits pour ce journal et pour le mensuel de son parti, Socialist Review, couvrent quatre décennies. Il a été élu deux fois journaliste de l'année et une fois journaliste de la décennie (en 2000) par ses pairs. Il était membre du syndicat national des journalistes (NUJ).
Paul Foot, né en 1937 en Palestine alors sous mandat britannique (son père Hugh Foot (baron Caradon) est le représentant du gouvernement britannique), appartenait à une famille politique remarquable. Un grand-père, Isaac Foot est député du Parti Libéral, son père diplomate et ambassadeur de la Grande-Bretagne, un oncle ministre de la justice travailliste et un autre oncle membre de la Chambre des lords. Plus proche de lui politiquement (mais la différence était de taille) était son autre oncle Michael Foot - militant pacifiste, député de l'aile gauche du Parti travailliste et brièvement chef du parti. 
Paul Foot, qui apprenait alors le métier de journaliste à Glasgow, a adhéré au socialisme révolutionnaire et aux International Socialists, ancêtre de l'actuel SWP, à la suite de discussions avec le fondateur de cette tendance politique, Tony Cliff, auteur notamment d'un livre important, Le Capitalisme d'État en Russie.
Un orateur inimitable (la combinaison de son accent bourgeois, de son humour mordant caractéristique des Public Schools et de son université d'Oxford, et de son trotskisme était irrésistible), Foot représentait souvent son parti lors des grandes manifestations nationales et débattait avec des représentants d'autres tendances de la gauche britannique. Fait rarissime, il était populaire avec tous les militants qui l'ont croisé, quelles que soient leurs différences politiques, comme témoignent les nombreux hommages qui ont été publiés après sa mort d'une crise cardiaque en 2004 (Tariq Ali, John Pilger, Tony Benn, etc.).  
Il a donné des conférences sur des sujets aussi diverses que le poète Percy Bysshe Shelley, dont il était l'auteur d'une biographie politique, Red Shelley, le dirigeant de la révolte des esclaves à Saint-Domingue, Toussaint Louverture, l'Irlande du Nord, l'auteur George Orwell, l'immigration et le racisme et la lutte pour le droit de vote (le sujet de son dernier livre) - des conférences qui ont été suivies et appréciées à la fois par des étudiants et le public militant habituel, des syndicalistes et des auditeurs peu habitués aux meetings politiques. 
Il est un opposant à la franc-maçonnerie dont il a par exemple critiqué la double appartenance policière et maçonnique en relevant le cas dit des Bridgewater Four où il s'est demandé dans les colonnes du journal The Guardian si l'assassin n'était pas franc-maçon et n'aurait pas été couvert par ses frères en loge dans la police.

## Œuvres
- Immigration and Race in British Politics, (1965), Harmondsworth: Penguin Books.
- The Politics of Harold Wilson, (1968), Harmondsworth: Penguin Books.
- The Rise of Enoch Powell: An Examination of Enoch Powell’s Attitude to Immigration and Race, (1969), London: Cornmarket Press,  (ISBN 0-7191-9017-7)
- Who Killed Hanratty?, (1971), London: Cape,  (ISBN 0-224-00546-4)
- The Postal Workers and the Tory offensive, (1971?), London: International Socialists.
- Workers Against Racism, (1973?), England: International Socialists.
- Stop the Cuts, (1976), London: Rank and File Organising Committee.
- Why You Should Be a Socialist: The Case For the New Socialist Workers Party, (1977), London: Socialist Workers Party,  (ISBN 0-905998-01-4)
- Red Shelley, (1980), London: Sidgwick & Jackson,  (ISBN 0-283-98679-4)
- This Bright Day of Summer: The Peasants' Revolt of 1381, (1981), London:Socialists Unlimited,  (ISBN 0-905998-22-7)
- Three Letters to a Bennite, (1982), London: Socialist Workers Party,  (ISBN 0-905998-29-4)
- The Helen Smith Story, (1983), Glasgow: Fontana,  (ISBN 0-00-636536-1), (with Ron Smith).
- 'An Agitator of the Worst Type': A Portrait of Miners' Leader A.J. Cook, (1986), London: Socialist Workers Party,  (ISBN 0-905998-51-0)
- Murder at the Farm: Who Killed Carl Bridgewater? (1986), London: Sidgwick & Jackson,  (ISBN 0-283-99165-8)
- Ireland: Why Britain Must Get Out, (1989), London: Chatto & Windus,  (ISBN 0-7011-3548-4).
- Who Framed Colin Wallace?, (1989), London:Macmillan,  (ISBN 0-333-47008-7).
- The Case for Socialism: What the Socialist Workers Party Stands For, (1990), London: Bookmarks,  (ISBN 0-905998-74-X)
- Words as Weapons: Selected Writing 1980-1990, (1990), London: Verso,  (ISBN 0-86091-310-4)/0860915271.
- Articles of Resistance, (2000), London: Bookmarks,  (ISBN 1-898876-64-9)
- The Vote: How It Was Won and How It Was Undermined, (2005), London: Viking,  (ISBN 0-670-91536-X)

Source
- The British Library Catalogue